# Bambora
| Org.nummer      | 556968-6651                 |
| Bolagsform      | Aktiebolag                  |
| Bransch         | Betallösningar och tjänster |
| Moderbolag      | Ingenico                    |
| Grundat         | Juni 2015                   |
| Huvudkontor     | Stockholm, Sverige          |
| VD              | Daniel Nordholm (2019-)     |
| Antal anställda | 650 (2017)                  |
| Omsättning      | 190 miljoner euro (2015)    |
| Webbplats       | Bambora.com                 |

Bambora är en svensk betalkoncern. Företaget erbjuder betaltjänster för fysisk butik, e-handel och mobil handel. Bamboras huvudkontor ligger i centrala Stockholm, Sverige och har även kontor i Australien, Nya Zeeland, Kanada, Danmark, Finland och Norge. Bambora har cirka 650 anställda och VD för företaget är 2017 Johan Tjärnberg. Bambora är en sammanslagning av en rad företag med mångårig erfarenhet inom betalbranschen. Bambora har över 100 000 kunder och hanterade under 2016 betalningar till ett värde av cirka 45 miljarder Euro i 65 länder. Bambora ägs av Ingenico.

## Historia
Den 21 maj 2015 lanserades Bambora. Bolagets strategi var att förenkla den globala betalbranschen, primärt för små- och mellanstora handlare. Företaget utökades genom förvärv mellan maj 2014 och april 2015 av betalföretagen Euroline, KeyCorp, Samport, Mobile Payment Solution, DK Online och ePay.  

## Tjänster och produkter
Bambora erbjuder betallösningar för små, mellanstora och stora företag, både i butik, på nätet och i mobilen. Bambora har en europeisk inlösenslicens för VISA och Mastercard samt en global licens för VISA och Mastercard för flygbolag. Bambora har tre huvudsakliga tjänster: Bambora Butik, Bambora E-handel och Bambora Mobil. Tjänsterna för stora företag benämns Bambora Enterprise och erbjuder anpassade betallösningar för exempelvis flygbolag, retail, taxibolag och payment facilitators. 

## Partners
- Vipps - Norges motsvarighet till svenska Swish. Vipps lanserades 2015 och ägs och drivs av den norska storbanken DNB. Tjänsten har drygt 2,1 miljoner användare och hanterar cirka 250 000 transaktioner dagligen. Samarbetet med Bambora innebär att Vipps användare kan handla på nätet utan kreditkort. Allt man behöver är sin Vipps-app och sitt telefonnummer[23]

- Mobilepay - Danmarks motsvarighet till svenska Swish. Tjänsten, lanserad 2013, ägs av Danske Bank och omfattar ca 50 miljoner transaktioner per år och används av över tre miljoner danskar[24]. Tjänsten används även i Norge och Finland men i mindre utsträckning. Samarbetet gör det möjligt för kunderna att betala med Mobilepay i butik genom att lägga mobilen mot Bamboras kortterminaler som är utrustade med både bluetooth och NFC[25].

## Ledare

### Verkställande direktör
- Johan Tjärnberg, 2015-2019[4]

- Daniel Nordholm, 2019-[4]